# حوسبة عصبية
الحوسبة العصبية هي معالجة المعلومات الافتراضية التي تقوم بها شبكات من الخلايا العصبية. تنتمي الحوسبة العصبية إلى التقليد الفلسفي المعروف بنظرية العقل الحسابية، والذي يشار إليه أيضًا باسم الحوسبة، والذي يطور النظرية القائلة بأن الحساب العصبي يفسر الإدراك.أول شخص يقترح حسابًا للنشاط العصبي كان وارن ماكولوك ووالتر بيتس في بحثهما الأساسي عام 1943. وكان حساب منطقي للأفكار الأساسية في النشاط العصبي.هناك ثلاثة فروع عامة للحوسبة، بما في ذلك الكلاسيكية، والترابط، وعلم الأعصاب الحسابي. تتفق جميع الفروع الثلاثة على أن الإدراك هو الحساب، ومع ذلك فهي تختلف حول أنواع الحسابات التي تشكل الإدراك. يعتقد التقليد الكلاسيكي أن الحساب في الدماغ رقمي، مشابه للحوسبة الرقمية. كلا من فرع الترابط وعلم الاعصاب الحسابي لا يتطلبان ان تكون الحسابات التي تحقق الإدراك هي الحسابات الرقمية.
عند مقارنة التقاليد الثلاثة الرئيسية لنظرية العقل الحسابية، بالإضافة إلى الأشكال المختلفة للحساب في الدماغ ، من المفيد تحديد ما نعنيه بالحساب بمعنى عام. الحساب هو معالجة المركبات، والمعروف باسم المتغيرات أو الكيانات، وفقًا لمجموعة من القواعد. والقاعدة بهذا المعنى هي مجرد تعليمات لتنفيذ التلاعب في الحالة الحالية للمتغير، من أجل إنتاج مخرجات محددة. بعبارة أخرى، تملي القاعدة ما يجب إنتاجه عند إدخال مدخلات معينة إلى نظام الحوسبة. نظام الحوسبة هو آلية يجب أن يتم تنظيم مكوناتها وظيفيا لمعالجة المركبات وفقا لمجموعة القواعد المعمول بها.تحدد أنواع المركبات التي تتم معالجتها بواسطة نظام الحوسبة. في العلوم المعرفية كان هناك نوعان مقترحان من الحساب يتعلقان بالنشاط العصبي - الرقمي والتناظري، مع الغالبية العظمى من الأعمال النظرية التي تتضمن فهمًا رقميًا للإدراك. يتم تنظيم أنظمة الحوسبة التي تقوم بالحساب الرقمي وظيفياً لتنفيذ العمليات على سلاسل من الأرقام فيما يتعلق بنوع وموقع الرقم على السلسلة.وقد قيل إن الإشارات العصبية للقطار المفاجئ تنفذ شكلاً ما من أشكال الحوسبة الرقمية، ذلك لأن التموجات العصبية يمكن اعتبارها وحدات منفصلة أو أرقام، مثل 0 أو 1 - العصبونات إما تطلق جهدًا أو لا تفعل ذلك. وفقا لذلك، يمكن النظر إلى المسارات العصبية كسلسلة من الأرقام. وبدلاً من ذلك، تعمل أنظمة الحوسبة التناظرية على التلاعب في المتغيرات غير المنفصلة والمتواصلة بشكل لا يمكن التخلص منه، أي الكيانات التي تتغير باستمرار كدالة للوقت. تتميز أنواع العمليات هذه بأنظمة المعادلات التفاضلية.
يمكن دراسة الحساب العصبي على سبيل المثال من خلال بناء نماذج للحوسبة العصبية.
هناك مجلة علمية مخصصة لهذا الموضوع، الحساب العصبي.
الشبكات العصبية الاصطناعية (ANN) هو الحقل الفرعي للتعلم الآلي لمنطقة البحث. لقد تم استلهام العمل على الشبكات العصبية الاصطناعية إلى حد ما من خلال معرفة الحساب العصبي.